# Lawrence Bacow
Lawrence Bacow, né le 24 août 1951 à Détroit (Michigan), est un avocat et économiste américain. Il est président de l'université Harvard de 2018 à 2023.

## Biographie
Lawrence Seldon Bacow est né le 24 août 1951 à Détroit dans le Michigan. Sa mère est la seule membre de sa famille à survivre à Auschwitz et son père arrive aux États-Unis comme enfant, sa famille fuyant les pogroms,
,
,,.
Il grandit près de la ville de Pontiac, dans le Michigan.

### Études
Il obtient un B.Sc. (Baccalauréat universitaire en sciences) en économie du Massachusetts Institute of Technology. Il fait son droit à l'Université Harvard (J.D.; Juris Doctor ou Doctorat en droit). Il obtient un doctorat (Ph.D.; Philosophiæ doctor) de l'Université Harvard (John F. Kennedy School of Government).

### Massachusetts Institute of Technology
C'est au Massachusetts Institute of Technology que Lawrence S. Barow conmmence sa carrière académique. Il y enseigne pendant 24 ans. étant directeur de département, puis devenant Chancellier de cette institution.

### Université Tufts
Le 1er septembre 2001, Lawrence Bacow est élu 12e président de l'université Tufts, fonction qu'il occupe jusqu'en juin 2011.

### Université Harvard
Le 11 février 2018, il est élu président de l'université Harvard, et prend ses fonctions le 1er juillet suivant. Le 8 juin 2022, il annonce sa démission de la présidence en juin 2023, après cinq ans à ce poste.

## Distinctions
- En 2003, Lawrence S. Bacow est élu Fellow de l'American Academy of Arts and Sciences.
- Le 1er mars 2010, le président Barack Obama le nomme au Board of Advisors pour le projet de la Maison Blanche sur les universités noires des États-Unis.
- En 2019, doctorat honoris causa de l'Université Yale[8]